# トリプル・クァルテット
トリプル・クァルテット（Triple Quartet）は、スティーヴ・ライヒが作曲した弦楽四重奏とテープのための作品。

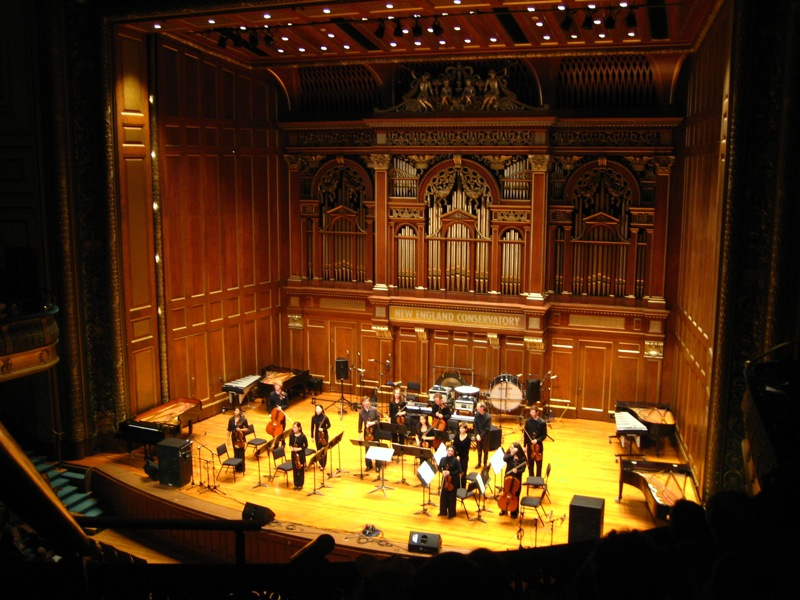
トリプル・クァルテットの演奏。2007年、ニューイングランド音楽院

## 概要
クロノス・クァルテットの委嘱で作曲され、1999年5月22日にワシントンD.C.のジョン・F・ケネディ・センターで初演された。クロノス・クァルテットを想定したライヒの作品は1988年の「ディファレント・トレインズ」に続き2作目となった。
題名の通り三群の弦楽四重奏のために書かれた作品であり、演奏会ではあらかじめ用意した二群の録音と同時に四重奏団がライヴで演奏することが想定されている。ただし、三つの四重奏団がライヴで演奏することや、さらに各パートを重複させて数十名の弦楽合奏で演奏することも許容されている。
「ディファレント・トレインズ」を書く以前から、ライヒはクロノス・クァルテットのための複四重奏曲の構想を持っていた。録音を用いた複四重奏曲のアイディアは「ディファレント・トレインズ」でも使われていたが、そちらでは言葉（人声を編集したテープ）が主役であったのに対し、「トリプル・クァルテット」は完全に音楽的な(completely musical)作品として書かれている。作曲にあたってはバルトーク・ベーラの弦楽四重奏曲第4番やマイケル・ゴードンの作品を意識したとライヒは明かしており、また作曲中に初めて耳にしたアルフレート・シュニトケの弦楽四重奏曲にも、「ほとんどの部分に共感できなかった」としつつも、刺激を受けたことを認めている。

## 楽曲
急－緩－急の三楽章からなり、全曲の演奏時間は15分前後。三度間隔で循環する四つの調の属和音（ホ短調、ト短調、変ロ短調、嬰ハ短調）が全曲を通して用いられ、強い推進力を生んでいる。
I.
和音を刻む第二、第三クァルテットの上で、ライヴの第一クァルテットが長い音符によるカノンを奏する。和音が1分近い間隔で変化するために、変奏曲に近い形式感を持っている。
II.
ホ短調に落ち着き、十二の声部全てがカノンを奏する。
III.
第1楽章のテンポに戻り、これまでの楽章の要素を展開していく。ト短調から始まる和音の推移ははるかに頻繁になっており、最後にはホ短調上の和音に落ち着く。